# Walter Washington

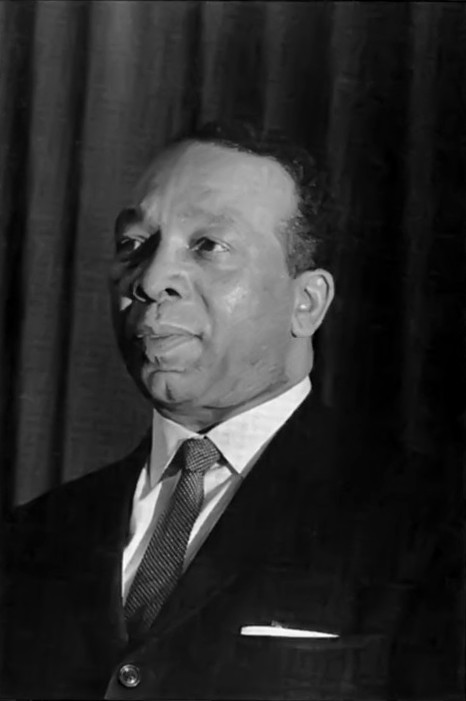
Walter Edward Washington

Walter Edward Washington (* 15. April 1915 in Dawson, Georgia; † 27. Oktober 2003 in Washington, D.C.) war der erste gewählte Bürgermeister von Washington, D.C. Er gehörte der Demokratischen Partei an.

## Jugend und Ausbildung
Washington, ein Nachkomme afroamerikanischer Sklaven, wurde am 15. April 1915 in Dawson als Sohn eines Fabrikarbeiters und einer Lehrerin geboren und wuchs in Jamestown (New York) auf. Er schloss das Studium der Soziologie und der öffentlichen Verwaltung an der Howard University im Jahr 1938 als Bachelor of Arts ab. Nach seinem darauf folgenden Studium der Rechtswissenschaft graduierte er 1948 zum Bachelor of Laws.

## Karriere
Washington arbeitete ab 1941, noch vor Abschluss seines Studiums, für die Washingtoner Alley Dwelling Authority, eine Behörde, die mit der Verbesserung der Wohnsituation in den städtischen Slums beauftragt war. 1961 wurde er von Präsident John F. Kennedy zum Leiter der National Capital Housing Authority (NCHA) ernannt. Von 1966 bis 1967 erfüllte er dieselbe Aufgabe in der Stadt New York.

### Politische Karriere

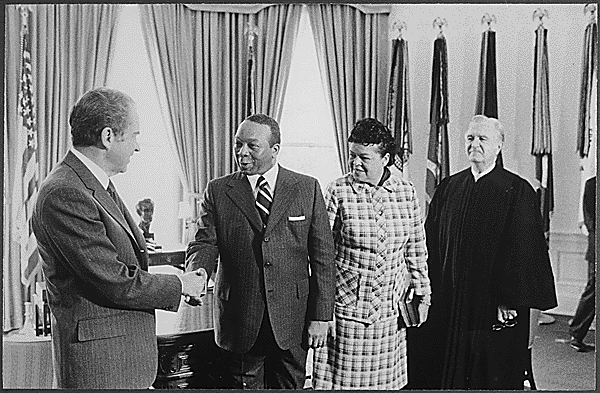
Walter Washington nach der Amtseinsetzung durch Präsident Nixon (1973).

Da die amerikanische Hauptstadt unter Bundesverwaltung steht, wurde sie ab 1874 durch eine vom Kongress eingesetzte Kommission verwaltet. Im Jahr 1967 trat ein Gesetz in Kraft, das erstmals die Einsetzung eines Stadtrates und eines Bürgermeisters vorsah. Walter Washington wurde von Präsident Johnson 1967 zum kommissarischen Bürgermeister (mayor-commissioner) ernannt. 1969 und 1973 wurde er von Präsident Richard Nixon im Amt bestätigt. Im Jahr 1973 wurde ein Gesetz verabschiedet, das den Bürgern von Washington erlaubte, ihren Bürgermeister selbst zu wählen. Walter Washington stellte sich 1974 der Wahl und konnte sich gegen Clifford Alexander durchsetzen. 1975 trat er sein Amt als erster gewählter Bürgermeister von Washington, D.C. an und war damit einer der ersten Afroamerikaner, die je das Amt des Bürgermeisters einer großen amerikanischen Stadt innehatten. Er stellte sich im Jahr 1978 erneut der Wahl, musste sich aber gegen Marion Barry geschlagen geben. Am Ende von Washingtons Amtszeit erwirtschaftete die Stadt einen jährlichen Überschuss von etwa 40 Millionen Dollar. Nach der gescheiterten Wiederwahl wurde Washington Partner bei der Anwaltsfirma Burns, Jackson, Miller & Summit und eröffnete deren Büro in der Bundeshauptstadt. Am Ende der 90er-Jahre zog er sich schließlich aus dem beruflichen Leben zurück.

## Privates
Washington war zwei Mal verheiratet. Seine erste Frau, Benetta, mit der er eine Tochter hatte, verstarb 1991. Im Jahr 1994 heiratete er Mary Burke. Er war Mitglied der afroamerikanischen Bruderschaft Omega Psi Phi. Er starb am 13. Oktober 2003 im Krankenhaus der Howard University. Nach seinem Tod wurden mehrere Straßen und Gebäude nach ihm benannt. 2003 wurde zu seinen Ehren das Washington Convention Center in Walter E. Washington Convention Center umbenannt.